# 聚乙烯吡咯烷酮
聚乙烯吡咯烷酮（polyvinylpyrrolidone，PVP）简称聚维酮（polyvidone，povidone），是N-乙烯基-2-吡咯烷酮发生聚合生成的高分子化合物。

## 性质
聚乙烯吡咯烷酮是白色有吸湿性的粉末，无臭或微臭，可溶于水、乙醇、氯仿和多数有机溶剂，不溶于乙醚，毒性较小。
聚乙烯吡咯烷酮按其平均分子量大小分为四级，习惯上常以K值表示。通常K值越大，其粘度越大，粘接性越强。
首先由研究乙炔化学的沃尔特·列培（Walter Reppe）教授制得。1939年被专利化。其3.5％水溶液（渗透压约53,328）曾在第二次世界大战期间作为代用血液使用。

## 制取
由单体N-乙烯基-2-吡咯烷酮（NVP）发生聚合得到。NVP可由丁内酯氨解生成丁内酰胺，然后与乙炔发生乙烯化制备。

## 用途
用作制剂的粘结剂；
因其毒性較小，即溶於水也溶於大部分的有機溶劑，所以可以做食品澄清剂和稳定剂，也可以做个人护理用品的定型剂、分散剂和亲合剂等；
聚乙烯吡咯烷酮還被用作藥物製劑的輔料。